# Schoolbank.nl
Schoolbank.nl is een ontmoetingsplaats op het internet om oud-klasgenoten terug te vinden. Het bedrijf is opgericht in mei 2002. Naast oud-klasgenoten zijn er op SchoolBANK verhalen van vroeger en schoolherinneringen van BN'ers te vinden.
Het is een van de grootste reüniesites van Nederland.

## Ontstaan
Schoolbank.nl is in mei 2002 opgezet door het internetbedrijf Rosetta Holding om de techniek van het bedrijf te tonen aan een groot publiek. Het concept was gebaseerd op vergelijkbare sites in de Verenigde Staten en het Verenigd Koninkrijk. In 2004 werd het door Nederlandse internetgebruikers verkozen tot website van het jaar in de categorie Contact. Vanaf eind 2004 werd er voor het gebruik van de site contributie gevraagd. In mei 2007 is de website overgenomen door de internetuitgever ilse media voor een onbekend bedrag, als onderdeel van de cluster 'Social Media'.

Ilse Media, en daarmee SchoolBANK, werd in 2000 verkocht aan uitgever VNU. Niet veel later, in 2001, werden de bladen en Ilse overgenomen door het Finse Sanoma en werd de merknaam Ilse in 2010 losgelaten ten gunste van Sanoma Digital.

In 2016 dreigde Schoolbank.nl te verdwijnen vanwege het verouderde platform en de noodzaak om het opnieuw op te bouwen. Dit was een uitdaging vanwege de wildgroei aan functionaliteiten op SchoolBANK. Uiteindelijk ging het nieuwe Schoolbank.nl in 2017 live met een op maat gemaakte oplossing, hoewel nog niet alle functionaliteiten van het oude platform beschikbaar waren. Sindsdien is SchoolBANK continu bezig met het verbeteren en uitbreiden van het platform.

Sanoma besloot zich verder te richten op Sanoma Learning en haar Finse mediamerken, waarna DPG Media in 2020 Sanoma Nederland overnam. 

Sinds 2021 is SchoolBANK samen met Startpagina.nl en GoeieVraag.nl onderdeel van Kompas Publishing B.V. Er blijft wel een samenwerking met DPG Media op het gebied van adverteren.

## Omvang
Schoolbank.nl is niet altijd even helder geweest over het aantal gebruikers. Pas sinds oktober 2005 worden er echte gebruikerregistratiecijfers naar buiten gebracht.
| Datum      | Gebruikers |
| ---------- | ---------- |
| 27-02-2003 | 193.180    |
| 15-05-2003 | 339.717    |
| 17-01-2004 | 1.300.000  |
| 08-12-2004 | 2.000.000  |
| 19-10-2005 | 2.500.000  |
| 29-12-2006 | 2.950.000  |
| 15-05-2007 | 3.200.000  |
| 21-01-2008 | 3.700.000  |
| 22-09-2009 | 4.300.000  |
| 25-05-2011 | 4.400.000  |
| 10-04-2013 | 4.700.000  |